# 武蔵野競技場前駅
武蔵野競技場前駅（むさしのきょうぎじょうまええき）は、かつて東京都武蔵野市大字西窪にあった日本国有鉄道（国鉄）中央本線支線（通称：武蔵野競技場線）の駅（廃駅）である。武蔵野競技場線の終着駅だった。

## 歴史
当駅は武蔵野グリーンパーク野球場の最寄駅として設置された。旅客のみを取り扱い、開閉期日は、必要の都度関係駅に掲示していた。

### 年表
- 1951年（昭和26年）4月14日：開業[1][3]。当日は東京六大学野球の試合日だった。
- 1959年（昭和34年）11月1日：廃止[1][4]。

## 駅構造
延長180 mの島式ホーム、側線が2本、出札窓口が多数設けられていた。

## 利用状況
1953年度の乗車人員は11,436人（定期外のみ）、降車人員は11,392人である。ただし、武蔵野競技場線では開業（1951年）の翌年からは列車が運行されていないはずであり、この数値が何に基づくかは不明である。他の年度では、東京都統計年鑑に掲載されていない。

## 隣の駅
日本国有鉄道
中央本線支線（武蔵野競技場線）
三鷹駅 - 武蔵野競技場前駅